# Amorphozancle
Amorphozancle là một chi bướm đêm thuộc họ Geometridae.